# Lago Carilafquén
Carilafquén (del mapudungun karü, 'verde' y ḻafkeṉ, 'lago', es decir: 'lago verde') es un lago de origen glaciar situado en las estribaciones orientales de los Andes, en la provincia del Neuquén, en el suroeste de Argentina. Es parte del Parque Nacional Lanín.

## Hidrografía
Pertenece al sistema lacustre del Huechulafquen. Se sitúa inmediatamente al oeste del espejo del lago Epulafquen, en el cual desagua, a unos tres kilómetros de la frontera con Chile.
Hacia el sudoeste en las cercanías de Carilafquen, en un pequeño valle glacial transversal, se encuentran las aguas termales conocidas como baños del Epulafquen, en las cuales se han identificado 22 surgentes en una superficie de aproximadamente 5 hectáreas. Se trata de pozos circulares de unos dos metros de diámetro distribuidos en ambas márgenes del río Oconi. Este último es el principal afluente del lago, y proviene desde la frontera con Chile, siguiendo una trayectoria este-oeste.